# Première Division (Burkina Faso) 2003/04
Die Saison 2003/04 der Première Division war die 42. Spielzeit der Burkinischen Fußballmeisterschaft seit der Unabhängigkeit des ehemaligen Obervolta 1960. Es spielten 12 Mannschaften um den Titel, den ASFA-Yennenga gewinnen konnte. Absteigen musste der Tabellenletzte Kiko FC aus Bobo-Dioulasso. Aufsteiger aus der Deuxième Division waren Sanmatenga FC, ASEC Koudougou und Jeunesse Club Bobo-Dioulasso.

## Abschlusstabelle
| Rang | Verein                     | S  | T     | P  |
| ---- | -------------------------- | -- | ----- | -- |
| 1.   | ASFA-Yennenga Ouagadougou  | 22 | 32:14 | 43 |
| 2.   | US Ouagadougou             | 22 | 31:21 | 40 |
| 3.   | Étoile Filante Ouagadougou | 22 | 31:16 | 39 |
| 4.   | RC Kadiogo Ouagadougou     | 22 | 29:18 | 39 |
| 5.   | ASF Bobo-Dioulasso         | 22 | 26:14 | 35 |
| 6.   | Santos FC Ouagadougou      | 22 | 19:24 | 30 |
| 7.   | Racing Club Bobo-Dioulasso | 22 | 18:19 | 27 |
| 8.   | USFA Ouagadougou           | 22 | 23:21 | 26 |
| 9.   | AS-SONABEL Ouagadougou     | 22 | 16:28 | 26 |
| 10.  | USFRAN Bobo-Dioulasso      | 22 | 14:30 | 19 |
| 11.  | USCO Banfora *             | 22 | 13:31 | 16 |
| 12.  | Kiko FC Bobo-Dioulasso **  | 22 | 16:32 | 13 |

* Teilnehmer an den Relegationsspielen
** Direkter Absteiger